# Michigan Maritime Museum
Le Michigan Maritime Museum est un musée maritime et une bibliothèque de recherche situé à South Haven, dans l'État américain du Michigan. Le port du musée est situé à Black River à côté du lac Michigan. Celui-ci est spécialisé dans l'histoire maritime de l'État du Michigan et du lac Michigan et du patrimoine maritime des Grands Lacs.

## Description
Le Michigan Maritime Museum comprend cinq bâtiments pour l'exposition, l'interprétation, la réparation (le Padnos Boat Shed) et la préservation du patrimoine maritime du Michigan. Une réplique d'un grand voilier du début du XIXe siècle propose des sorties sur le lac Michigan, ainsi que d'autres bateaux historiques.

## Flotte
La flotte du musée peut être vue depuis les quais du musée et tous sont à la disposition du public pour des expériences sur l'eau. Chaque navire a sa propre histoire et représente une certaine époque et un certain style d'histoire maritime. 
- Le sloop à hunier Friends Good Will lancé en 2004, comme réplique du Friends Good Will (1811-13)
- L' USCG 36460, canot de sauvetage à moteur de l'United States Coast Guard construit en 1941
- Le Lindy Lou, une réplique de Truscott fantail river launch[1], une petite vedette de promenade en fibre de verre
- Le Merry Time, un petit Chris-Craft en acajou de 1929
- Le Bernida, un sloop de régate de 1921
- Le remorqueur Wilhelm Baum de 1923 [2]

## Galerie
|                                    |
| Friends Good Will au port du musée |

|           |
| Lindy Lou |

|                                                  |
| Padnos Boat Shed et un canot de l'US Coast Guard |

|            |
| Canot USCG |

|                         |
| Remorqueur Wilhelm Baum |